# استوینا وانگلوفسکا
استوینا وانگلوفسکا (انگلیسی: Stojna Vangelovska؛ زادهٔ ۵ فوریهٔ ۱۹۶۴) بازیکن بسکتبال اهل یوگسلاوی است.
وی در مسابقات کشوری و بین‌المللی در مجموع برندهٔ ۱ مدال طلا، ۲ مدال نقره، ۱ مدال برنز شده‌است.